# ВИЧ/СПИД в Армении

Сравнение ситуации с распространённостью ВИЧ в разных странах мира, 2021 год

Армения классифицируется как страна с низким уровнем распространённости ВИЧ, но относительно общей численности населения число новых случаев остаётся высоким. К концу 2022 года было зарегистрировано более 5 тысяч ВИЧ-положительных жителей Армении, что составляет примерно 0,24% взрослого населения. Каждый год в стране регистрируют 400-500 новых случаев, что увеличивает общее число инфицированных  на ~10%.
Одно из главных препятствий в борьбе с ВИЧ в Армении  — недостаточное количество тестирований. Предполагается, что до половины людей, живущих с ВИЧ, не знают о своём статусе. Стоящие на учёте в СПИД-Центре жители Армении часто сталкиваются с дискриминацией и агрессией из-за распространённых стереотипов и ошибочных представлений о способах передачи ВИЧ.

## Развитие
Официально первый случай ВИЧ среди взрослых был зарегистрирован в Армении в 1988 году, среди детей – в 2001 году. В последующие годы количество инфицированных постепенно росло – к 2005 году было инфицировано 332 человек или 0,02% населения. Предположительно, это число могло  быть в 10 раз выше, так как значительная доля людей с ВИЧ не знала своего статуса. Основными путями заражения были инъекционное употребление наркотиков (54%) и гетеросексуальные контакты (37,8%). За десять лет число выявленных ВИЧ-инфицированных увеличилось до 1,6 тысячи, с оценкой реального числа в 3,6 тысячи.  Большинство случаев были выявлены в 2010-2016 годах, что свидетельствует как о быстром распространении ВИЧ, так и об улучшении диагностики. Кроме того, изменился основной способ передачи вируса. За 2004-2016 год доля заражений при инъекционном употреблении наркотиков сократилось примерно в 5 раз, достигнув 14%,  тогда как доля заражений через гетеросексуальные контакты увеличились более чем в 2,5 раза, достигнув 77%.  Треть всех инфицированных были выявлены в Ереване. В 2016 году лидерами по числу случаев на 100 тысяч населения являлись Ширакская область (114 случаев), Лорийская (107,5), Гегаркуникская (79), Армавирская (77,5).
Среди высокорисковых групп в Армении мигранты выделяются особенно – в период с 2010 по 2016 год  56% новых  носителей были инфицированы за границей. Ещё 11% составляли их половые партнёры. Это связано с тем, что армяне часто уезжают на работу в страны с высоким уровнем ВИЧ, например, в Россию и другие части Восточной Европы. Многие мигранты не относят себя к группам риска и редко проходят тестирование. Социокультурные нормы и статус женщин в обществе не позволяет им просить супруга пройти тестирование или использовать презерватив. В результате большинство женщин заражаются от своего единственного партнёра, и ВИЧ часто обнаруживается только во время беременности. Напротив, только 17% всех зарегистрированных случаев ВИЧ в 2016 году были связаны с мужчинами, практикующими секс с мужчинами (МСМ), секс-работниками и потребителями наркотиков. К 2018 году уровень ВИЧ среди мигрантов оценивался в 1,2% от их общего числа.
Региональный офис ЮНЭЙДС для стран Восточной Европе и Центральной Азии относит Армению к числу стран с низким уровнем ВИЧ. Однако каждый год регистрируется около 400-500 новых случаев, что составляет 10-12% от оценочного числа носителей. В 2021 году число ВИЧ-положительных в Армении достигло 4,5 тысячи, что составляло 0,12% от общего населения или 0,24% в возрастной группе 15-49 лет.  По некоторым оценкам, доля людей, знавших о своем ВИЧ-положительном статусе, заметно увеличилась с 48% до 77% в период с 2016 по 2020 годы. Однако среди отдельных групп риска этот показатель был значительно хуже, например, в 2021 году только 47% ВИЧ-положительных МСМ знали свой статус.
К октябрю 2022 года в стране было зарегистрировано немногим более 5 тысяч ВИЧ-положительных армян. Мужчины составляли 70% от этого числа. Почти половина инфицированных на момент диагностики находились в возрасте 25-39 лет. Минимум 73 случая приходились на детей.

## Лечение и проблемы
Антиретровирусная терапия (АРТ) стала доступна в Армении с 2005 года, к 2016 году терапия была бесплатно для ВИЧ-положительных армян. Но из-за недостаточной выявляемости и охвата лечением смертность от СПИДа постоянно росла - всего за 1988-2021 годы в республике было зарегистрировано 2184 случая СПИДа и 1012 смертей, связанных с ним
С 2017 года лечение получают все инфицированные армяне независимо от уровня вирусной нагрузки. Благодаря этому  к 2020 году удалось расширить долю получающих терапию до 81% от всех людей, живущих с ВИЧ. Однако активисты оценивали реальный охват АРТ-терапии в стране на уровне 48% от всех носителей в 2021-м.
Властям удалось ликвидировать передачу ВИЧ от матери ребёнку, и Армения стала четвёртой в мире страной получившей соответствующий сертификат ВОЗ. К 2022 году в Ереване также действовал один центр заместительной метадоновой терапии, которая считается эффективным способом профилактики ВИЧ. Терапию получало бесплатно только 650 человек, для остальных стоимость программы достигала $100 в месяц.
Система здравоохранения Армении  не могла обеспечить достаточное финансирование анти-ВИЧ программ. В 2018 году только 39% бюджета Национального центра профилактики СПИДа поступало от государства. Оставшуюся часть обеспечивали гранты Глобального фонда, правительства России, агентств ООН. Таким образом, система лечения и профилактики ВИЧ в стране сильно зависели от иностранной поддержки. Кроме того, конфликты в регионе могут нарушить цепочки поставок лекарств в Армению. Например, осенью 2020 года из-за конфликта в Нагорном Карабахе транспортировка лекарств через территорию Азербайджана была невозможной, и люди, живущие с ВИЧ в Армении, оказались в критическом положении.
ВИЧ-позитивные жители  Армении сталкиваются с глубоко укоренившейся дискриминацией и нарушением их прав. Они регулярно сталкиваются с отказом в медицинской помощи и социальной изоляцей. В Армении распространены ошибочные представления о способах передачи ВИЧ, и люди боятся пить из одной чашки или здороваться за руку с  носителями ВИЧ. Зачастую врачи относятся к ВИЧ-позитивным пациентам с пренебрежением или вовсе отказывают в лечении. Некоторые медработники нарушали врачебную тайну, рассказывая о статусе своих пациентов знакомым. Существуют случаи, когда родственники выгоняли ВИЧ-инфицированных из дома, отобрав паспорт.
Национальный центр по профилактике СПИДа является единственным учреждением в Министерстве здравоохранения Армении, ответственным за профилактику и лечение ВИЧ/СПИДа. Многим сложно добраться в Ереван на обследования и за лекарствами. Чтобы избежать дискриминации и жестокого обращения, некоторые люди с ВИЧ скрывают свои визиты в СПИД-центр. Ситуация настолько плачевна, что в 2020-м власти решили объединить Республиканский центр профилактики СПИДа и инфекционную клиническую больницу «НОРК», чтобы ВИЧ-больные могли скрыть от родственников причину визита.